# Antônio Moro
Antônio Moro (Piemonte, ? — Caxias do Sul, 11 de julho de 1914) foi um comerciante e político ítalo-brasileiro.
Em meados da década de 1880 já era um conceituado padeiro em Caxias do Sul. Em 1887, incentivado pela campanha organizada pelo moleiro Aristides Germani, mandou buscar no Uruguai sementes de trigo e as distribuiu entre os colonos italianos de Caxias, até então uma cultura só tentada timidamente por colonos alemães. Na época os padeiros usavam farinha produzida na Itália e no Uruguai. Segundo a Embrapa, Moro transformou a colônia em "mercado fornecedor para padarias de Bento Gonçalves e São Sebastião do Caí", sendo junto com Germani os pioneiros "do renascimento da triticultura brasileira no século XIX".
Envolvido na política e um dos fundadores em 27 de abril de 1890 do Diretório do Partido Republicano Rio-Grandense em Caxias do Sul, aclamado seu primeiro presidente, foi um dos integrantes da Junta Governativa indicada pelo Governo do Estado para dirigir o novo município de Caxias a partir de sua emancipação em 20 de junho de 1890. Seu mandato foi muito breve. Foi nomeado em 13 de fevereiro de 1891, junto com Rodolfo Félix Laner, substituindo os membros Ernesto Marsiaj e Salvador Sartori, que haviam solicitado afastamento, e permaneceu em exercício até 28 de março. No mesmo dia de sua saída foi nomeado tenente-coronel comandante do 113º Corpo de Cavalaria da Guarda Nacional. No ano seguinte é citado como sócio da Companhia de Navegação do Caí, em 1894 participou da comissão organizadora das comemorações do 5º aniversário da Proclamação da República, e em 1895 foi nomeado inspetor escolar.
No início do século XX já era um dos comerciantes mais destacados da cidade. Em 1900 foi designado membro da comissão municipal encarregada de organizar a representação caxiense na grande Exposição Estadual a ser realizada em 1901 em Porto Alegre, e em 1901 foi um dos fundadores da Associação Comercial e membro da sua primeira Diretoria, entidade que em pouco tempo se tornou a mais influente associação civil após a Intendência e o Conselho. Em 1904 concorreu nas eleições para a Intendência, mas não venceu, ficando em quarto lugar na apuração final. No entanto, foi eleito para o Conselho Municipal no mesmo pleito, sendo seu vice-presidente em 1905 e exercendo a magistratura até 1908. Concorreu novamente para a Intendência em 1908 e foi outra vez derrotado. Em 1912 presidiu a assembleia que reativou a Associação, que permanecera alguns anos em recesso, quando foi aclamado presidente da entidade. No mesmo ano fez parte da comissão que organizou as grandes festividades públicas para recepção do intendente José Pena de Moraes.
Faleceu em 1914 vitimado por uma "síncope cardíaca". Segundo a imprensa seu féretro foi acompanhado por "multidão imensa, testemunhando a estima profunda que todos sentiam pelo bom cidadão". Num dos obituários foi elogiado como um trabalhador honesto, amplamente acatado em seu meio social, que deixava "um nome honrado e venerado por todos". No sepultamento, o intendente Pena de Moraes fez seu panegírico, exaltando os assinalados serviços que prestara ao Partido Republicano, defendendo seus princípios a ponto de quase perder a vida na Revolução Federalista de 1893. Foi casado com uma filha do capitão Joaquim Mascarello, intendente de Nova Trento, e deixou as filhas Cristina e Genoveva. Em 1949, nas preparações para os 75 anos da fundação de Caxias, foi saudado por Manoel Peixoto de Abreu e Lima como um dos pioneiros da cidade e um dos que haviam lançado os fundamentos do seu progresso econômico, a quem se devia veneração e respeito, e em 1951 foi outra vez lembrado por Américo Ribeiro Mendes como figura denodada e devotada ao trabalho, um símbolo do "quanto pode o braço forte e persistente do homem".